# جورج نورمان
جورج نورمان (23 أغسطس 1890 بوستمنستر في المملكة المتحدة - 24 نوفمبر 1964 في المملكة المتحدة)  (بالإنجليزية: George Norman)‏ هو لاعب كريكت بريطاني (وحمل سابقاً جنسية المملكة المتحدة لبريطانيا العظمى وأيرلندا). لعب مع نادي مقاطعة ساسكس للكريكت ‏.